# Makeruna Wasshoi!
Makeruna Wasshoi! (負けるな わっしょい! Makeruna wassho i!?, Nunca te Rindas!) es un sencillo de colaboración lanzado por Berryz Kobo, ℃-ute, Erina Mano y S/mileage bajo el nombre de Bekimasu. Debutó durante las giras de conciertos de verano de Hello! Project 2011 y lanzado digitalmente el 6 de agosto de 2011. Más tarde, el 21 de diciembre En 2011 se le dio un lanzamiento físico como sencillo indie.

## Lista de Canciones
- Makeruna Wasshoi!
- Makeruna Wasshoi! (Instrumental)

## Miembros Presentes

### Berryz Kobo
- Saki Shimizu
- Momoko Tsugunaga
- Chinami Tokunaga
- Maasa Sudo
- Miyabi Natsuyaki
- Yurina Kumai
- Risako Sugaya

### ℃-ute
- Maimi Yajima
- Saki Nakajima
- Airi Suzuki
- Chisato Okai
- Mai Hagiwara

Erina Mano

### S/mileage
- Ayaka Wada
- Yuuka Maeda
- Kanon Fukuda
- Saki Ogawa